# Обыкновенная перловица
Перло́вица обыкнове́нная (лат. Unio pictorum) — вид пресноводных двустворчатых моллюсков семейства унионид, распространённый в водоёмах Европы и Азии.
Высота раковины от 23 до 40 мм, длина от 72 до 90 мм и более. Стенки раковин толстые, от желтовато-зелёного до коричневатого цвета.
Обитает в озёрах и реках с медленным течением, на песчаном заиленном грунте. Питается взвешенным в воде детритом и мелкими планктонными организмами. Моллюски раздельнополые. Самки вынашивают от 300 000 до 400 000 яиц. Личинки — глохидии — паразитируют на жабрах рыб. Максимальная продолжительность жизни — 15 лет.
Раковины перловиц раньше использовались для смешивания красок, что отражено в латинском названии вида.

## Галерея
- caption
- Перламутровый слой с внутренней стороны раковин Перловицы обыкновенной
- Рисунок от передвижения перловицы по дну
- Передвижение перловицы обыкновенной по илистому дну пресноводного озера. Россия, Южный Урал.